# OpenJDK
OpenJDK (Open Java Development Kit) — бесплатная реализация платформы Java Standard Edition (Java SE) с открытым исходным кодом. Это результат усилий Sun Microsystems, начатых в 2006 году, за четыре года до того, как компания была приобретена корпорацией Oracle. Реализация лицензирована в соответствии с GNU General Public License 2 с исключением связывания, не позволяющим компонентам, связанным с библиотекой классов Java, попадать под действие условий лицензии GPL. OpenJDK является официальной эталонной реализацией Java SE начиная с версии 7 и является самым популярным дистрибутивом JDK.

## История

### Обещание Sun и первый выпуск
Компания Sun на конференции JavaOne 2006 объявила, что Java станет свободным программным обеспечением, и 25 октября 2006 на конференции Oracle OpenWorld Джонатан Шварц сказал, что компания намерена открыть коды ядра платформы Java в течение 30—60 дней.
Sun опубликовала исходные коды виртуальной машины HotSpot и компилятора Java под лицензией GPL 13 ноября 2006 года с обещанием, что остальные компоненты JDK (которые включают Java Runtime Environment) будут размещены под лицензией GNU GPL до марта 2007 года «за исключением некоторых компонентов, которые Sun не имеет права публиковать в виде исходников под GPL». По мнению Ричарда Столлмана, это должно было положить конец «ловушке Java» для интеграторов, использующих Java, и программистов, пишущих на Java, а Марк Шаттлворт назвал исходное объявление в прессе «настоящей вехой для сообщества свободного программного обеспечения».

### Публикация библиотеки классов
Следом за обещанием выпустить Java Development Kit (JDK), почти полностью основанный на свободном и открытом коде, в первой половине 2007 года, Sun опубликовала полные исходные коды библиотеки классов Java под GPL 8 мая 2007, за исключением некоторых частей, ограниченных третьей стороной, и исключающих условия GPL. В списке среди обременённых частей были несколько важных компонентов Java для графического интерфейса. Sun заявила, что планирует заменить оставшиеся собственнические компоненты альтернативными реализациями и сделать библиотеку классов полностью свободной.

### Улучшения сообщества
5 ноября 2007 года компания Red Hat заключила соглашение с Sun, подписав обширное соглашение участника проекта (которое охватывает участие разработчиков Red Hat во всех руководимых Sun свободных и открытых проектах) и лицензию сообщества OpenJDK (которая дает доступ компании к тестовым программным пакетам, определяющим, соответствует ли проект OpenJDK спецификациям Java SE 6).
Также в ноябре 2007 года в OpenJDK была создана Porters Group для оказания помощи в портировании (адаптации) OpenJDK на различные процессорные архитектуры и операционные системы.
Проект портирования под BSD, возглавляемый Куртом Миллером и Грегом Льюисом, и проект портирования под Mac OS X (основанный также на ядре BSD), руководимый Лэндоном Фуллером, имели повышенный интерес во включении OpenJDK посредством Porters Group.
В декабре 2007 года Sun перевела контроль версий OpenJDK с TeamWare на Mercurial как часть процесса перевода на открытые средства разработки.
OpenJDK имеет сравнительно строгие процедуры принятия изменений кода: каждое предполагаемое изменение должно быть рассмотрено двумя инженерами Sun (впоследствии — Oracle), а участник должен предварительно подписать особое «соглашение участника»), предпочтительно также должен быть проведен тест JTreg, демонстрирующий, что ошибка была исправлена. Первоначально процесс принятия исправлений извне был довольно медленный, и изменения в кодах до сентября 2008 года вносились только непосредственно инженерами Sun. Процесс улучшился начиная с 2010 года, небольшие патчи и изменения от версии OpenJDK7 до OpenJDK6 могут быть приняты за несколько часов вместо нескольких дней..
11 октября 2010 IBM и Oracle объявили о совместном сотрудничестве в дальнейшей разработке OpenJDK.

## Статус развития

### Поддерживаемые версии JDK
OpenJDK изначально основывался только на JDK 7.
15 февраля 2008 года OpenJDK разделился на два проекта: OpenJDK, который базируется на JDK 7, и JDK 6, которая обеспечивает свободной версией Java 6.
Все версии OpenJDK (6, 7, 8, 9) имеют единую кодовую базу. То есть, mercurial-репозитории для новых версий OpenJDK создаются из предыдущих. Основная разработка ведется в версии OpenJDK, которая готовится к релизу. В частности, в 2011—2013 годах основная разработка велась в OpenJDK 8, а в 2014—2016 годах — в OpenJDK 9. Таким образом, разработка новых библиотек и подсистем ведется в версии, которая только готовится к релизу и после интеграции в основной репозиторий портируется в более ранние версии.

### Компилятор и виртуальная машина
Компилятор Java и виртуальная машина HotSpot доступны под лицензией GPL.

### Включение в дистрибутивы Linux
В июне 2008 года был анонсирован проект IcedTea (пакетная версия OpenJDK в Fedora 9), который прошёл Technology Compatibility Kit и теперь может претендовать на звание реализации, полностью совместимой с Java 6.
12 июля 2008 года OpenJDK был принят в нестабильную ветку Debian.
В июле 2009 года бинарная сборка OpenJDK для Ubuntu 9.04 прошла все испытания на совместимость с платформой Java SE 6.
Сборка OpenJDK 6 устанавливается в основном наборе пакетов OpenSUSE 11, входит в состав пакетов, поставляемых на DVD и присутствует в основных репозиториях проекта.
Сотрудничество с IBM, Apple и SAP
11 октября 2010 года компания IBM как наикрупнейший участник Apache Harmony присоединился к проекту «OpenJDK» компании Oracle, переложив все усилия с Harmony на OpenJDK project.
12 ноября 2010 года компания Apple и корпорация Oracle анонсировали проект OpenJDK для платформы Mac OS X.
11 января 2011 года был создан проект Mac OS X Port на основе уже созданной OpenJDK.
В июле 2011 года SAP AG объявила, что официально присоединяется к проекту OpenJDK.